# Amalie Felbinger-Wlassak
Amalie (von) Felbinger-Wlassak, auch Wlasak v. Felbinger (* 10. November 1856 in Wien als Amalia Maria Felbinger; † 22. November 1899 in Gries bei Bozen) war eine österreichische Dialektdichterin.

## Leben
Felbinger-Wlassak soll ihr erstes Gedicht im Jahre 1877 verfasst haben. Ihre Texte erschienen in den Fliegenden Blättern, Schorers Familienblatt, Von Fels zum Meer, Wiener Tageblatt und anderen Zeitungen und Zeitschriften.

### Familie
Felbinger-Wlassak war Tochter von Karl Felbinger (* 9. oder 10. Februar 1809 in Hainburg; † 30. Jänner 1900 in Wien), der 1870 als Vizedirektor der k.k. Central-Direction der Tabak-Fabriken und Einlösungsämter gemäß den Statuten des Ordens der eisernen Krone in den erblichen Ritterstand erhoben wurde. Ihre Mutter war Wilhelmine, geb. Eck(h)art (* 27. Mai 1822 in Wynnyky; † 10. September 1894 in Wien), ihr Großvater mütterlicherseits ebenfalls bei der Tabakverwaltung beschäftigt.
Franz von Felbinger war ihr Bruder.
Ab 1879 war sie mit Josef Wlas(s)ak, einem k. k. Oberfinanzrat, verheiratet.